# Aguamarina (telenovela)
Aguamarina es una telenovela estadounidense filmada en la ciudad de Miami,  producida por Alfredo Schwarz y la extinta empresa venezolana Fonovideo en 1997 para la cadena norteamericana Telemundo. 
Fue escrita por Leonardo Padrón y está protagonizada por Ruddy Rodríguez y Leonardo García, con las participaciones antagónicas de la primera actriz Zully Montero, Mara Croatto y Fernando Carrera.
Sus grabaciones se realizaron entre los meses de marzo y septiembre de 1997 entre las ciudades de Miami, South Beach y Miami Beach. Se transmitió en Venezuela a través del canal privado Venevision del 6 de octubre de 1997 al 5 de marzo de 1998.

## Argumento
Esta es la irrepetible historia de amor de Marina, una mujer cuya inquietante belleza se convirtió a la vez en su maldición y su ventura. Se cuenta que el mismo día en que Marina, escapando de la furia de un huracán, llegó a la ciudad de Miami se topó con la fuerza más arrasadora y definitiva en su vida: un hombre llamado Diego Quintana. Eran dos personas muy distintas, con mundos y culturas totalmente opuestos, pero marcados por el destino para odiarse y amarse hasta el fin de sus días.
¿Cómo ocurrieron los hechos? A los pocos días de estar en la ciudad, una tragedia asalta la vida de Marina: su padre fue arrollado por un irresponsable conductor. La huida del deportivo rojo ante el cuerpo agonizante del padre de Marina se grabó en sus ojos para siempre. Marina, bajo la lluvia y frente a la tumba de su padre, juró venganza. Celeste, su propia hermana, tembló de miedo ante la furia de tal juramento.
Pero el destino comenzaba su tejido. La persona que manejaba ese carro, propiedad de Diego Quintana, no era otro que Ricardo Calatrava, el mejor amigo de Diego. Días después ambos descubrieron a un hermosa mujer surgiendo de las cálidas aguas de South Beach: Marina. Ambos se deslumbraron con su belleza y entablaron una apuesta a muerte para ver cuál de los dos era capaz de conquistar sus favores. Marina fue empleada en la mansión de los Calatrava y a partir de allí comenzó el periplo de su desgracia. Doña Augusta, la imponente dueña; Verona, la bella modelo comprometida para casarse con Diego y; Renata, la mortal ama de llaves, unirán fuerzas para destruir a Marina. Por una simple razón, esa humilde muchacha y  Diego, el más cotizado de los solteros de Miami, se habían enamorado devastadoramente.
Diego, ante la sorpresa de todos, decidió romper su compromiso de bodas con Verona. Fue el caos. Pero Ricardo no lo pensó dos veces para arruinarles la felicidad. Sembró, entonces, el mayor de los equívocos: le confesó a Marina que quien había matado a su padre no era otro que el propio Diego Quintana. Doña Augusta y Verona, por su parte, urdieron una estafa bancaria donde la única culpable era Marina Luna y el gran agraviado, el propio Diego. Así que, horas antes de que Diego y Marina se casaran  en secreto, los enemigos de este gran amor hicieron estallar sus bombas. Diego y Marina pasaron del mejor de los amores al mayor de los odios.
Cuenta la historia que Marina Luna no tuvo más remedio que huir de la ciudad, como una misma fugitiva, y Diego regresó sobre sus pasos a los brazos de Verona. Era ya un amor destruido. Pero faltaba una pieza en el juego del destino. Don Julio Calatrava, el verdadero dueño de la fortuna de los Calatrava, el único ser que creyó en el espíritu noble de Marina, había sido condenado a muerte por su propia esposa gracias a un mortal brebaje disfrazado como remedio de sus males. El día que Don Julio descubrió la trampa que le habían tendido, decidió fingir su propia muerte. Al momento de la lectura del testamento ocurrió lo inesperado: Don Julio le había cedido la mitad de su descomunal fortuna a la torpe e ingenua Marina Luna, que -en ese momento- huía de la policía sin sospecharse millonaria.
Don Julio, oculto tras la fachada de su muerte, averiguó el paradero de Marina, la encontró y urdió el más asombroso de los regresos. Ella volvería convertida en Aguamarina, la más hermosa modelo de pasarela que conociera la ciudad de Miami, dueña -además- de la célebre mansión Calatrava y de una fortuna estimada en millones. Comenzaba la venganza de Marina Luna contra el hombre que había destruido su corazón: Diego Quintana.  Comenzaba la lucha a muerte entre dos personas que en el fondo seguían amándose en secreto.

## Elenco
- Ruddy Rodríguez - Marina Luna / Aguamarina Ibáñez Crissan
- Leonardo García - Diego Quintana Fontaner
- Mara Croatto - Verona Calatrava Saldívar
- Fernando Carrera - Ricardo Calatrava Saldívar
- Zully Montero - Doña Augusta Saldívar de Calatrava
- Oswaldo Calvo - Don Julio Calatrava Lengüeta
- Norma Zúñiga - Renata Zúñiga Serrano
- Hans Christopher - Watusi Lobos Santander
- Denise Novell - Celeste Mutti Cardona
- Mario Martin - Silverio García
- Gresandro- Sergio Calatrava
- Griselda Noguera - Germanica
- Eduardo Ibarrola - Schwarzenegger
- Marcela Cardona - Pilar
- Lino Ferrer - Giorgio
- Marisol Calero - Penélope
- Ronny Montemayor - Diego
- Alexandra Navarro - Danielita
- Martha Picanes - Patricia Barbosa
- Cristian de la Osa - Juanito
- Vivian Ruiz - Mercedes
- Reinaldo Mirvalles
- Fedra López - Deborah
- Rosa Felipe
- Dassler Jimenez- Luis Montalban
- Humberto Rossenfeld- Jeremias
- Orlando Cassin
- Sofía Capriel
- Emilio Plana
- Juanita Baro
- Omar Moynelo
- Irina Rodríguez
- George Tapia
- Claudia Huidorro
- Gloria Laino
- Tony Acevedo
- Henry López
- Yeimy Sasson
- Morela Silva
- Jeniree Blanco

## Producción
- Historia original: Leonardo Padron
- Tema Musical: "Aguamarina"
- Intérprete: Juan David Díaz
- Escenografía y Ambientación: Raúl de la Nuez
- Musica Incidental: Alejandro Campos
- Diseño de Vestuario: Lenia Fernández
- Dirección de Fotografía : Eduardo Davila
- Productor Genenral: Igor Manrique
- Productor Ejecutivo : Alfredo Schwarz
- Coordinación general: Gema Lombardi, Raúl Fleites
- Director de Unidad de Campo: Cacique Sotero
- Dirección General:  José Antonio Ferrara
- Editores: Fabio Silva, César Hernández
- Camarografo: Cacique Sotero
- Camarografo: Yaky Ortega
- Sonidista: Rafael Atencio

## Versiones
- La cadena Venevisión, realizó el remake en Miami de esta historia en el 2010 con el título de "Eva Luna" protagonizada por Blanca Soto y Guy Ecker.
- Telemundo realizó una versión en Formato de Webnovela titulada "Mía Mundo" con Jaqueline Marquéz y José Guillermo Cortines en el 2012.

- Datos: Q5660285